# Feijoada Sem Perigo
Feijoada Sem Perigo (Feijoada zonder gevaar) is een compositie van de Braziliaanse componist Heitor Villa-Lobos geschreven voor solo. Het is gelegenheidsmuziek gecomponeerd om zijn dank te betuigen aan Dora Vasconcelles (1910-1973) , Braziliaans consul te New York voor een etentje met feijoada in haar huis. Vasconcellos was tevens amateurdichteres en Villa-Lobos heeft een aantal van haar gedichten getoonzet.
Hoe kort ook het werkje, het geeft de muziek van Villa-Lobos goed weer. Hij schreef een stukje klassieke muziek waarbij de solist steeds wordt afgeleid naar Braziliaanse ritmes en weer terugschakelt naar romantische muziek enzovoorts.

## Discografie
- Uitgave Naxos: Sonia Rubinsky, piano